# 緒方剛志
緒方剛志（1970年12月24日—），日本插畫家。出身於大阪府。從事成人電玩的製作時別名。現為自由身，曾經加入Humming Bird Soft、卡普空及史克威爾等大型遊戲公司。代表作是擔任長篇小說插圖繪製的《幻影死神 Boogiepop Phantom》系列（著：上遠野浩平）。

## 插圖
- 『玻璃星球』（富士見書房）※松岡剛志名義。
- 『機動戰士鋼彈SEED ASTRAY』系列（角川書店）
- 『幻影死神 Boogiepop Phantom』系列（MediaWorks）
- 系列（MediaWorks）
- 『冥王』（MediaWorks）
- （MediaWorks）
- 雜誌『Role&Roll（日语：Role&Roll）』（新紀元社）
- 系列（角川書店）
- 『謎之轉校生』（講談社青鳥文庫f）
- 『通靈學園大作戰』（講談社青鳥文庫f）
- （講談社青鳥文庫）
- DOLL（MediaWorks）
- 『怪人21世紀中野探偵 &AI』（講談社）
- 『 ～my winding road～』（小學館）
- （MediaWorks）
- 『自轉地球儀世界（日语：自転地球儀世界）』（德間Dual文庫（日语：徳間デュアル文庫））
- （集英社Super Fantasy文庫）
- 『殺戮都市/EXA』（集英社《週刊Young Jump》連載）
- （雙葉社，文：新城十馬（日语：新城カズマ））
- 『復活魔王見通？』（Hero文庫）
- 『魔王陛下RETRY！』（Monster文庫（日语：モンスター文庫））

## 遊戲
原畫、人物設定等（★記號表示說明日本成人遊戲）
- MESSENGER FROM DARK NIGHT（TOPCAT（日语：TOPCAT (ブランド)））★
- ZAP！THE MAGIC（日语：ZAP! THE MAGIC）（TOPCAT）★
- 雪色之楓（Peach）★
- WoRKs DoLL（TOPCAT）★
- ReNN ～Another Story of WORKS DOLL～（TOPCAT）★
- 勇敢的劍士 武藏傳（史克威爾）
- （MediaWorks）
- Dragon Blaze（日语：ドラゴンブレイズ）（彩京）
- （ruf）★
- 怒首領蜂 大復活（日语：怒首領蜂大復活）（CAVE（日语：ケイブ））
- Mystereet ～Other Side of Church～（日语：探偵紳士シリーズ）（Abel（日语：アーベル (ゲーム会社)））
- Appie online2（日语：アッピーオンライン2）（SeedC）
- 疑點偵探 -IKATAN-（日语：いかもの探偵 -IKATAN-）（CyberFront（日语：サイバーフロント））
- 水仙 3rd -Die Dritte Welt-（Stage☆Nana）
- 水仙 ～如果還有明天～ Portable（角川書店×HOBIBOX（日语：ホビボックス））
- 手毬花（TOPCAT）★
- 親愛的馬淑女（日语：My sweet ウマドンナ 〜僕は君のウマ〜）（日本中央競馬會）
- 待雪之花 ～snow drop～（nostalabel）★
- 異度神劍2（任天堂）
- 東京放課後summoners（日语：東京放課後サモナーズ）（Lifewonders（日语：四畳半的生活））

## 動畫
電視動畫
- 超能奇兵（特殊阿爾達的設定）

電影動畫
- 銀髮阿基德（人物設定）

## TRPG
- ·和（玩家側）
- SilverRain RPG（日语：シルバーレインRPG）  蒼破鏡使者（玩家側）
- 常夏島刃踊（玩家側）
- 魔憑小隊忍法帖！（玩家側）
- 劍王之王2.0（日语：ソード・ワールド2.0） ×（玩家側）

## 畫冊
- The Art of Role & Roll（新紀元社，2013年 ISBN 978-4775311523）

## 外部連結
- 緒方剛志的官方個人網站 （页面存档备份，存于） （日語）
- 緒方剛志的X（前Twitter） （日語）